# 蘇格蘭足球聯賽超級聯賽
蘇格蘭足球聯賽超級聯賽（Scottish Football League Premier Division）在1975年成立，一直維持到1998年，是當時蘇格蘭足球聯賽以至整個蘇格蘭足球聯賽系統的頂級聯賽，位處甲組聯賽、乙組聯賽及丙組聯賽之上。
在1998/99賽季開始，超級聯賽的球隊仿照1992年成立的英格蘭足球超級聯賽組成獨立的蘇格蘭足球超級聯賽，蘇格蘭聯賽無意重組其超級聯賽級別，只繼續維持甲組、乙組及丙組三個級別的聯賽。

## 歷屆冠軍
| - 1975-76： - 1976-77： - 1977-78： - 1978-79： - 1979-80： - 1980-81： - 1981-82： - 1982-83： - 1983-84： - 1984-85： - 1985-86： - 1986-87： |  | - 1987-88： - 1988-89： - 1989-90： - 1990-91： - 1991-92： - 1992-93： - 1993-94： - 1994-95： - 1995-96： - 1996-97： - 1997-98： |

## 外部連結
- 蘇格蘭足球聯賽官方網站（页面存档备份，存于）